# Birdholme
Birdholme – część miasta Chesterfield w Anglii, w hrabstwie Derbyshire. Leży 34 km na północ od miasta Derby i 210 km na północny zachód od Londynu.